# Киндал
Кинда́л (южносельк. Кинда́лэн а́ӄӄэл эд, Каргана́ӄ) — деревня в Каргасокском районе Томской области, Россия. Административный центр Киндальского сельского поселения.

## География
Деревня расположена на берегу протоки Карга при слиянии её с ещё одной, безымянной, протокой. Протока же Киндал находится чуть в стороне, впадая в Обь двумя километрами выше по её течению.

## История
Исторический населённый пункт южных селькупов (группа чумэлкуп) — юрты Киндальские. В статистических данных С.К. Патканова (1911 г.) обозначен как выселок Киндал Нижне-Подгородной (второй половины) и Подгородно-Пайдушной инородческой волости Нарымского края.  

## Население
| 1920 | 2002 | 2010 | 2012 | 2013 | 2014 | 2015 |
| ---- | ---- | ---- | ---- | ---- | ---- | ---- |
| 150  | ↗245 | ↘208 | ↘204 | ↘201 | ↘197 | ↘195 |
| 2021 |      |      |      |      |      |      |
| ↘122 |      |      |      |      |      |      |

## Социальная сфера и экономика
В селе есть библиотечно-досуговый центр и фельдшерско-акушерский пункт.
Основу экономической жизни составляют сельское хозяйство и розничная торговля.
C 2004 г. в деревне действует община селькупов и хантов «Семья».

## Селькупское название
Село Киндал на нарымском диалекте южноселькупского языка называется Кинда́лэн а́ӄӄэл эд — деревня устья Киндала или же Каргана́ӄ — устье протоки Карга.